# سوره سورسادال
سوره سورسادال (انگلیسی: Sverre Sørsdal; ۵ اوت ۱۹۰۰ – ۲۱ مارس ۱۹۹۶) بوکسور، و پزشک اهل نروژ بود.